# The Capeman
The Capeman es un musical para Broadway escrito por el cantante Paul Simon. El musical está basado en la vida de Salvador Agrón, un puertorriqueño de infancia difícil y juventud marginal que a los 16 años fue sentenciado a muerte tras haber asesinado a dos chicos blancos a los que confundió con miembros de una banda rival. Tras presiones de significados americanos le fue conmutada la sentencia por cadena perpetua. En la cárcel Agrón se regeneró, llegando a cursar estudios universitarios, a pesar del ambiente hostil a su educación que encontró entre internos y funcionarios. Después de casi 20 años fue puesto en libertad por buena conducta. Para las letras Paul contó con la colaboración del laureado nobel Derek Walcott. El resultado de todo ello, al cabo de casi ocho años de trabajo fue un monumental conjunto de canciones que recrean el doo-woop de los 50s, el rock primigenio y la música popular puertorriqueña, todas ellas de una calidad musical y de textos realmente excepcionales, siendo en este sentido ampliamente alabado por la crítica. Sin embargo el montaje del espectáculo musical para Broadway adolecía de importantes fallos de puesta en escena, de ilación temporal y de los elementos propios de una pieza de esta índole, en parte debidos a las injerencias del propio Simon, que no dio libertad a los diferentes directores que hubieron de sucederse, pues siempre quiso dar prioridad a la perfección y unidad musical antes que al desarrollo narrativo de la historia y su puesta en escena. Si a ello añadimos la temática, tan alejada de las naderías fantasiosas propias de Broadway, el lenguaje duro que se empleó, la fuerte crítica a la discriminación de las minorías y contra el poder establecido, la reivindicación del antihéroe, además de las insinuaciones políticas alusivas a el contraste isla vs. la nación que se filtraron en el libreto y la campaña orquestada por los familiares de los asesinados por Salvador Agrón, que encontró eco favorable en los medios más reaccionarios,  se comprende que el musical no tuviera éxito.
Un selecto ramillete de las canciones de este musical fue escogido por Simon para ser grabado e interpretado por él mismo y lanzado en forma de un nuevo CD del autor en 1997 bajo el título de “Songs From The Capeman”, en un intento de promocionar a la obra de Broadway. El resultado fue vano. Las mismas consideraciones que incidieron sobre la obra teatral, ya comentadas, lo hicieron negativamente en la difusión de este disco, por otra parte muy bien acogido por la crítica.
Con pérdidas finales de más de 11 millones de dólares, que ocasionaron su prematura clausura el 28 de marzo de 1998, tras apenas 68 representaciones. Los principales papeles estuvieron a cargo de los actores cantantes Marc Anthony  (Salvador Agrón de joven), Rubén Blades  (Salvador Agrón adulto) y Ednita Nazario  (Esmeralda Agrón), todos los cuales tuvieron unas actuaciones francamente memorables, pero no lograron el efecto esperado para una actuación al nivel de Broadway, tal vez debido a la poca experiencia con el estilo o a lo complicado del tema lo cual merecía intérpretes con mayor preparación. Sin embargo The Capeman, pasó la historia del teatro en Broadway por varias curiosas distinciones.
- Datos: Q1507807